# 서찬호
서찬호는 대한민국의 영화배우, 탤런트이다. 키가 208cm이며 거대한 체격인데 거인병이 이런 체격의 원인이다. 영구와 공룡 쮸쮸의 '도둑일행의 거인'역으로 데뷔했다. 그는 그레이트 칼리를 닮아 한국의 그레이트 칼리라 불리고 있다.
원래 프로레슬러를 하던 사람이었으나 심형래에 의해 발탁되었는데 초등학교 4학년 때 배구선수로 전향했지만 불어나는 몸무게를 감당하지 못하여 뒷날 씨름선수로 전향했고 프로레슬링 선수로 일본에 진출했으나  실패하기도 했다.

## 출연 작품
- 영구와 공룡 쮸쮸 (1993년)
- 티라노의 발톱 (1994년)
- 두목 (1994년)
- 심비홍 (1994년)
- 할매캅 (1995년)
- 검은 휘파람 (1994년)
- 위대한 헌터 GJ (1995년)
- 비트 (1997년)
- 천사몽 (2000년)
- 태조 왕건 (2000년)
- 클레멘타인 (2004년)
- 대조영 (2006년)
- 대왕 세종 (2008년)
- 1724 기방난동사건 (2008년)
- 돌아온 일지매 (2009년)
- 무사 백동수 (2011년)
- 육룡이 나르샤 (2015년)

1. ↑  이홍렬 (1985년 3월 21일). “高校(고교)배구에"꺽다리 3총사"”. 조선일보. 2023년 5월 10일에 확인함.
2. ↑  “「모래판」은「꿀단지」인가”. 동아일보. 1987년 2월 20일. 2023년 5월 10일에 확인함.
3. ↑  김예지 인턴기자 (2021년 2월 23일). “'키 208cm' 신스틸러 서찬호 "외모 탓 오해 많이 받아, 나쁜 사람 아냐"”. 매일경제. 2023년 5월 10일에 확인함.